# Кубок Словаччини з футболу 1993—1994
Кубок Словаччини з футболу 1993–1994 — 1-й розіграш кубкового футбольного турніру в Словаччині після здобуття країною незалежності. Титул здобув Слован (Братислава).

## Перший раунд
| Команда 1                   | Рахунок      | Команда 2           |
| --------------------------- | ------------ | ------------------- |
| Дукла                       | 4:0          | ШКП Братислава (2)  |
| Сениця (3)                  | 0:2          | Слован (Братислава) |
| Оцета Дукла Тренчин (3)     | 0:3          | Спартак (Трнава)    |
| Татран (Пряшів)             | 1:1 пен. 5:4 | Жиліна              |
| Рожнява (3)                 | 0:7          | Інтер (Братислава)  |
| ДАК 1904 (Дунайська Стреда) | 4:0          | Бардіїв (2)         |
| Нітра                       | 0:0 пен. 2:4 | Матадор (Пухов) (2) |

## 1/4 фіналу
| Команда 1           | Рахунок | Команда 2                   |
| ------------------- | ------- | --------------------------- |
| Слован (Братислава) | 5:1     | Дукла                       |
| Спартак (Трнава)    | 1:2     | ДАК 1904 (Дунайська Стреда) |
| Матадор (Пухов) (2) | 0:1     | Татран (Пряшів)             |
| Інтер (Братислава)  | 4:0     | Кошице                      |

## 1/2 фіналу
| Команда 1           | Заг. | Команда 2                   | 1-й матч | 2-й матч |
| ------------------- | ---- | --------------------------- | -------- | -------- |
| Інтер (Братислава)  | 4:5  | Татран (Пряшів)             | 4:2      | 0:3      |
| Слован (Братислава) | 2:1  | ДАК 1904 (Дунайська Стреда) | 2:0      | 0:1      |

## Фінал
| 7 червня 1994 |

| Слован (Братислава)         | 2:1 дч   | Татран (Пряшів) |
| --------------------------- | -------- | --------------- |
| Фактор 52' (пен.) Тімко 95' | Протокол | Матта 11'       |

| Місцевий стадіон, Брезно Глядачів: 5 620 Арбітр: Карол Іхрінг |